# Wołowa (obwód iwanofrankiwski)
Wołowa (ukr. Волова) – wieś na Ukrainie w rejonie wierchowińskim obwodu iwanofrankiwskiego.